# Artroleptella
Artroleptella (Arthroleptella lightfooti) – gatunek płaza bezogonowego z rodziny Pyxicephalidae. Występuje endemicznie w Południowej Afryce.

## Zasięg występowania
Występuje wyłącznie na Półwyspie Przylądkowym w Południowej Afryce, na Górze Stołowej i kilku innych masywach górskich. Jest znana tylko z czterech lokalizacji, od poziomu morza do 1000 m n.p.m., łącznie zamieszkuje około 453 km².

## Budowa ciała
Ubarwienie ciała bardzo zmienne – od ceglastoczerwonego, przez różne odcienie brązu po czarne. Osiąga około 2 cm długości.

## Biologia i ekologia

### Biotop
Występuje wyłącznie na terenach górzystych o wilgotnym podłożu, zamieszkuje lasy i fynbos. Nie potrafi przetrwać w zaburzonym środowisku

### Odżywianie
Odżywia się niewielkimi stawonogami.

### Rozród
W okresie godowym samce wydają głos podobny do głosu świerszcza.
Artroleptella składa pakiet od 5 do 12 jaj na wilgotnym mchu lub podobnych roślinach w pobliżu strumieni lub innych cieków wodnych. Rozwój jaj i kijanek odbywa się na lądzie, co jest przystosowaniem do życia w górach, gdzie jedynymi zbiornikami wody są rwące strumienie. Kijanki zaraz po wykluciu wślizgują się między pędy mchów, gdzie następnie rozwijają się przez następne 7–10 dni. Przeobrażenie następuje przy długości około 5 mm.